# Jessico Megamix
Jessico Megamix es el tercer álbum remix de la banda argentina Babasónicos, que reúne los remixes de su álbum de estudio Jessico. El álbum está compuesto por trece temas y fue editado en 2002. Entre los remixes se destacan artistas como El Otro Yo, Daniel Melero, Leonel Castillo (Boeing), Altocamet, Romina Cohn y L. Camorra.

## Lista de canciones
1. Los calientes (El Otro Yo)
2. Fizz (Boeing)
3. Pendejo (Capri)
4. Yoli (Richard Saporita)
5. Soy Rock (L. Camorra)
6. La Fox (Deep fried chicken)
7. Tóxica (Pommerenck)
8. Camarín (Roman)
9. Atomicum (Bad boy orange)
10. Pendejo (Romina Cohn)
11. El loco (Gastón Bernardou)
12. Camarín (Altocamet)
13. Fizz (Daniel Melero)